# 日本美術協会
公益財団法人日本美術協会（にほんびじゅつきょうかい）は、日本の美術団体。1879年（明治12年）に結成された龍池会を前身とする日本最古の財団法人。日本最大のメディア・コングロマリットであるフジサンケイグループに属する。

## 沿革
鑑画会の革新運動に危機感をいだいた龍池会側は宮内省との関係を深め、1887年（明治20年）に有栖川宮熾仁親王を総裁に迎えて「日本美術協会」へと改称する。純粋な伝統絵画を保存しようという方針の下に伝統画派の重鎮が集まり、鑑画会系の革新派が新派と呼ばれたのに対して旧派と呼ばれた。
1888年（明治21年）には会報である『日本美術協会報告』を創刊する他、同年に帝室技芸員の前身である「宮内省工芸員」を認定している。上野公園内の宮内庁用地を借り受けて会館を建設し、美術展の開催を行ってきた。皇族を総裁に戴いた求心力も手伝い、設立時の1888年には478名だった会員数は増え続け、1903年（明治36年）12月時点のピーク時には1560名に達した。ここから1917年（大正6年）までが最盛期で、この期間は前期日本美術院の苦境と新旧両派が激しくぶつかり合った文展期に重なる。
もっとも、日本美術協会は単に伝統を墨守していたわけではない。実際の作品を見ると明治30年代以降、画面全体の鮮明化、伝統的な画面構成に囚われない近代的な感覚をうかがわせる作品も出てくる。画題も静的な花鳥画が減り歴史画が増え、作品名に「図」を繋ぐ「之」の字が30年代から少しずつ減り始め、30年代末期から大正に入ると「図」の字そのものが付されなくなる。しかし、過去の栄光にこだわる本質的な姿勢は変わらないままの変革は、国粋的伝統保守派という自らの存在意義を失わせる行為であった。やがて協会の才能ある若手画家たちは協会に見切りをつけ、活動の中心を文展に移していく。会員数は下降線を下り、宮内庁の作品買上も急速に減少していく。宮内庁買上の激減は、床軸に適した日用の調度品としてではなく、美術の奨励を主眼として歴史的意義ある展覧会出品作をコレクションしていく方針に切り替えたためだと考えられ、協会の日本画が画壇の主流としての地位を完全に失ったのを示している。
第二次世界大戦中に活動を停止したが、戦後、活動を再開し、展示施設を建設した。現在の上野の森美術館である。
1971年、岸信介が会長、鹿内信隆（フジサンケイグループ会議議長）が副会長に就任し、フジサンケイグループの一員となる。1987年、常陸宮正仁親王が総裁、中曽根康弘が会長に就任。1988年、前総裁・高松宮宣仁親王の「世界の文化芸術の普及向上に広く寄与したい」という遺志を継ぎ、協会設立100周年を記念して高松宮殿下記念世界文化賞を創設。1989年、鹿内信隆が会長に就任。1991年、瀬島龍三が会長に就任。
2008年、日枝久（フジサンケイグループ代表、フジテレビジョン会長）が会長に就任。2011年、公益法人の認定により公益財団法人に移行する。

## 歴代総裁
- 有栖川宮熾仁親王
- 有栖川宮威仁親王
- 久邇宮邦彦王
- 高松宮宣仁親王
- 常陸宮正仁親王

## 主要な作家
- 滝和亭
- 今尾景年
- 杉谷雪樵
- 荒木十畝